# Vandoncourt
Vandoncourt település Franciaországban, Doubs megyében. Lakosainak száma 808 fő (2022. január 1.). Vandoncourt Dasle, Abbévillers, Hérimoncourt, Seloncourt, Croix és Montbouton községekkel határos.

## Népesség
A település népessége az elmúlt években az alábbi módon változott:
| Lakosok száma | 557  | 594  | 605  | 816  | 845  | 842  | 830  | 815  | 809  | 808  |
|               | 1968 | 1982 | 1990 | 2006 | 2013 | 2015 | 2017 | 2019 | 2020 | 2022 |